# Horrible Bosses 2
Horrible Bosses 2 (bra: Quero Matar Meu Chefe 2; prt: Chefes Intragáveis 2) é um filme americano de comédia . É a sequência do filme de 2011, Horrible Bosses. O filme foi lançado em 26 de novembro de 2014. Produzido pela New Line Cinema e distribuído pela Warner Bros Pictures.

## Elenco
- Jason Bateman como Nick Hendricks
- Charlie Day como Dale Arbus
- Jason Sudeikis como Kurt Buckman
- Chris Pine como Rex Hanson[6]
- Christoph Waltz como Bert Hanson[7]
- Jennifer Aniston como Dr. Julia Harris
- Jamie Foxx como "Mete a Mãe" (Dean Jones)
- Kevin Spacey como David Harken
- Jonathan Banks como Detetive Hatcher
- Lindsay Sloane como Stacy Arbus
- Keegan-Michael Key como Mike
- Kelly Stables como Rachel
- Jerry Lambert como Skip
- Brianne Howey como Candy
- Lennon Parham como Roz
- Suzy Nakamura como Kim
- Brandon Richardson como Blake

## Produção
Seth Gordon confirmou em julho de 2011 que as negociações estavam em andamento para uma sequencia, após o sucesso financeiro do filme nos Estados Unidos, dizendo:. "Sim, nós definitivamente discutimos isso, tem sido um sucesso tão grande nos Estados Unidos, por isso, que está se tornando um esforço mais concentrado agora, estamos tentando descobrir o que a sequela poderia ser". Em março de 2013, Goldstein e Daley confirmaram que tinha apresentado várias propostas de roteiros para a sequela, e que a produção havia se mudado para finalizar o orçamento. Mais tarde, no mesmo mês, Bateman, Day e Sudeikis foram confirmados reprisando seus papéis, com Foxx em negociações para retornar. O filme será novamente produzido por Brett Ratner e Jay Stern. Em agosto de 2013, foi anunciado que Seth Gordon não voltaria a dirigir por causa de conflitos de agenda e que o estúdio estava à procura de um substituto. Em setembro de 2013, Sean Anders foi anunciado como substituto de Gordon, com John Morris se juntando a produção como produtor. Em setembro de 2013, Jennifer Aniston, assinou para reprisar seu papel como Julia Harris. Horrible Bosses 2 começou a ser filmado em 12 de setembro de 2013. As filmagens ocorreram em Burbank, Califórnia.

## Lançamento
Em 27 de setembro de 2013 foi anunciado que o filme seria lançado no dia 26 de novembro de 2014.

## Recepção

### Bilheteria
Horrible Bosses 2 arrecadou US$ 54,4 milhões na América do Norte e US$ 53,2 milhões em outros territórios para um total bruto mundial de US$ 107,7 milhões em todo o mundo, contra um orçamento de US$ 57 milhões. Isso foi pouco mais da metade do total bruto de seu antecessor de US$ 209 milhões.

### Resposta da crítica
No Rotten Tomatoes, o filme tem um índice de aprovação de 35% com base em 161 resenhas e uma avaliação média de 4,6/10. O consenso crítico do site diz: “Horrible Bosses 2 pode provocar algumas gargalhadas entre os grandes fãs do original, mas, no geral, é um desperdício de um elenco forte que falha em justificar sua própria existência.” No Metacritic, o filme tem uma pontuação de 40 em 100 com base em 36 críticos, indicando “críticas mistas ou médias”. O público consultado pelo CinemaScore deu ao filme uma nota média de “B+” em uma escala de A+ a F, a mesma nota obtida por seu antecessor.